# Палсіфер (Вісконсин)
Палсіфер (англ. Pulcifer) — переписна місцевість (CDP) в США, в окрузі Шавано штату Вісконсин. Населення — 131 особа (2020).

## Географія
Палсіфер розташований за координатами 44°51′0″ пн. ш. 88°21′49″ зх. д. / 44.85000° пн. ш. 88.36361° зх. д. (44.850016, -88.363642).  За даними Бюро перепису населення США в 2010 році переписна місцевість мала площу 2,69 км², з яких 2,68 км² — суходіл та 0,01 км² — водойми.

## Демографія
Згідно з переписом 2010 року, у переписній місцевості мешкали 134 особи в 64 домогосподарствах у складі 33 родин. Густота населення становила 50 осіб/км².  Було 73 помешкання (27/км²).
Расовий склад населення:
| - 97,0 % — білих - 2,2 % — корінних американців |

До двох чи більше рас належало 0,7 %. Частка іспаномовних становила 0,0 % від усіх жителів.
За віковим діапазоном населення розподілялося таким чином: 17,9 % — особи молодші 18 років, 60,5 % — особи у віці 18—64 років, 21,6 % — особи у віці 65 років та старші. Медіана віку мешканця становила 44,3 року. На 100 осіб жіночої статі у переписній місцевості припадало 94,2 чоловіків;  на 100 жінок у віці від 18 років та старших — 86,4 чоловіків також старших 18 років.
Середній дохід на одне домашнє господарство  становив 57 186 доларів США (медіана — 65 417), а середній дохід на одну сім'ю — 61 289 доларів (медіана — 58 750). За межею бідності перебувало 7,7 % осіб, у тому числі 0,0 % дітей у віці до 18 років та 0,0 % осіб у віці 65 років та старших.
Цивільне працевлаштоване населення становило 80 осіб. Основні галузі зайнятості: виробництво — 35,0 %, освіта, охорона здоров'я та соціальна допомога — 20,0 %, інформація — 11,3 %, фінанси, страхування та нерухомість — 11,3 %.